# Fernanda Vallejos
María Fernanda Vallejos (Zárate, Argentina, 9 de marzo de 1979) es una economista y política argentina. En las elecciones legislativas de 2017 fue elegida diputada nacional por la provincia de Buenos Aires con mandato hasta 2021.
Es economista egresada de la Universidad de Buenos Aires. Estudió Historia Económica y obtuvo una maestría en esa especialidad y otra en Políticas Económicas de la misma casa de estudios. También es docente universitaria y analista económica en el sector público nacional.
Fue funcionaria del Ministerio de Economía y Finanzas Públicas en la Dirección de Cuentas Nacionales entre 2010 y 2015 y asesora económica en el Congreso de la Nación.